# In the Zone
Az In the Zone Britney Spears amerikai popénekesnő negyedik albuma. 2003. november 18-án jelent meg. Az első héten a Nielsen SoundScan adatai szerint több mint 609 000 példányban kelt el, ezzel az eladási listák élére került. Spears lett a világon az első női előadó, akinek az első négy albuma a Billboard 200 slágerlista első helyére került.
A dalok szövege szexuális töltetű. Az In the Zone zeneileg eltér az előző három albumtól, ebben több neves producer segítette az énekesnőt, többek között Bloodshy & Avant, Jimmy Harry, R. Kelly, Brian Kierulf, Steve Lunt, Penelope Magnet, Matrix, Moby, Josh Schwartz, Guy Sigsworth, Shepard Soloman, Mark Taylor, Trixster. Az album kislemezei jelentősebb sikereket értek el, mint az énekesnő előző három albumának dalai. Az albumból csak az USA-ban hárommillió példányt adtak el, világszerte 12 millió példányban kelt el. DualDisc formátumban 2005. április 26-án jelent meg, a DVD-n megtalálható a Toxic, az Everytime és a Megamix videóklipje.

## Kislemezek
Az első kislemez, a Madonna közreműködésével felvett Me Against the Music a 35. helyet érte el a Billboard Hot 100-on, és az első helyre került Nagy-Britanniában, valamint a másodikra Kanadában. A következő kislemez, a Toxic is nagy siker lett. Első helyre került az Egyesült Királyság, Kanada és Ausztrália slágerlistáján, és a tizedik helyet érte el az USA-ban. 2005-ben Britney Spears megkapta első Grammy-díját a Toxic videóklipjéért, a legjobb táncfelvétel kategóriában.
A harmadik kislemez, az Everytime egy zongoraballada. Az USA-ban a top 20-ba került, első helyre került Ausztráliában és Nagy-Britanniában, Kanadában pedig a második helyet érte el. A negyedik kislemez, az Outrageous főleg az USA-ban volt népszerű. Videóklip nem jelent meg hozzá, mivel Britney térde a forgatás közben megsérült és a klipet soha nem fejezték be. Az ötödik kislemez a Breathe on Me lett volna, a hatodik pedig az I Got That Boom Boom, de ezeket Britney sérülése miatt nem adták ki.

## Eladás
Az albumból az első héten az USA-ban 609 000 példány kelt el, így első lett a Billboard 200-on. Britney volt az első olyan női előadó, akinek első négy albuma az első helyen debütált ezen a listán.
A megjelenése utáni harmadik héten platinalemezzé nyilvánította a RIAA, mivel eddigre már több mint egymillió példányban kelt el; azóta már hárommillió példányban kelt el csak az USA-ban.
Az album a második helyen nyitott Kanadában, 31 000 db-os eladással, így ez az egyetlen albuma, amely nem lett első Kanadában. Itt háromszoros platinalemez lett több mint 300 000 eladott példánnyal. Japánban a harmadik helyen nyitott 59 000 darabbal. Ausztráliában, Új Zélandon és Ausztriában a 10. helyig jutott. Ausztráliában platinalemez lett 70 000 eladott példány után. Argentínában szintén platinalemez lett (40 000 db). Franciaországban a toplisták élén landolt. Az Egyesült Királyságban a 13. helyet érte el, így ez a legrosszabb debütálása az országban, de még így is platinalemez lett. Európában összesen egymillió példányban kelt el. Az In the Zone 2003 nyolcadik legkelendőbb lemeze lett, és világszerte 12 millió példányban kelt el.

## Kritika
A Metacritic 100-ból 66 pontot adott. Az About.com pozitívan értékelte az albumot, mondván, „hangulata szexi, Britney személyes dolgai is megjelennek a dalokban.”

## Számok
1. Me Against the Music (közreműködik Madonna) (Spears, Madonna, Stewart, Nikhereanye, Magnet, Nash, O'Brien) – 3:44
2. (I Got That) Boom Boom (közreműködik Ying Yang Twins) (Hamilton, Royal, Hamilton, Holmes, Jackson) – 4:51
3. Showdown (Spears, Dennis, Karlsson, Winnberg, Jonback) – 3:17
4. Breathe on Me (Lee, Anderson, Greene) – 3:43
5. Early Mornin’ (Spears, Moby, Stewart, Magnet) – 3:45
6. Toxic (Dennis, Karlsson, Winnberg, Jonback) – 3:21
7. Outrageous (R. Kelly) – 3:21
8. Touch of My Hand (Spears, Harry, Muhammad, Soloman) – 4:19
9. The Hook Up (Spears, Stewart, Nikhereanye, Magnet) – 3:54
10. Shadow (Spears, Christy, Spock, Edwards, Charlie Midnight) – 3:45
11. Brave New Girl (Spears, Kierulf, Schwartz, Dioguardi) – 3:30
12. Everytime (Spears, Stamatelatos) – 3:53
13. Me Against The Music (Rishi Rich’s Desi Kulcha Remix) (featuring Madonna) (Spears, Madonna, Stewart, Nikhereanye, Magnet, Nash, O’Brien) – 4:33
14. The Answer (3:54) (bónuszdal)
15. Don’t Hang Up (4:02) (bónuszdal)

## Producerek
Britney Spears, Avant, Bloodshy, Roy "Royalty" Hamilton, Jimmy Harry, R. Kelly, Brian Kierulf, Steve Lunt, Penelope Magnet, Matrix, Moby, Josh Schwartz, Guy Sigsworth, Shepard Soloman, Mark Taylor, Trixster.

## Slágerlistás helyezések
| Slágerlista                       | Legjobb helyezés |
| --------------------------------- | ---------------- |
| Ausztrál albumslágerlista         | 6                |
| Belga albumslágerlista (Flandria) | 7                |
| Belga albumslágerlista (Vallónia) | 5                |
| Brit albumslágerlista             | 13               |
| Cseh albumslágerlista             | 6                |
| Dán albumslágerlista              | 8                |
| Finn albumslágerlista             | 15               |
| Francia albumslágerlista          | 1                |
| Holland albumslágerlista          | 9                |
| Japán albumslágerlista            | 3                |
| Kanadai albumslágerlista          | 2                |
| Lengyel albumslágerlista          | 23               |
| Magyar albumslágerlista           | 7                |
| Német albumslágerlista            | 2                |
| Norvég albumslágerlista           | 11               |
| Portugál albumslágerlista         | 11               |
| Olasz albumslágerlista            | 16               |
| Osztrák albumslágerlista          | 10               |
| Svéd albumslágerlista             | 8                |
| USA Billboard 200                 | 1                |
| USA Billboard Top Internet Albums | 1                |
| Új-zélandi albumslágerlista       | 25               |

Év végi helyezések
| Slágerlista           | Pozíció |
| --------------------- | ------- |
| Brit albumslágerlista | 51      |

## Külső hivatkozások
- Britney Spears: 'In the Zone' dalszövegek